# FrauenFilmTage

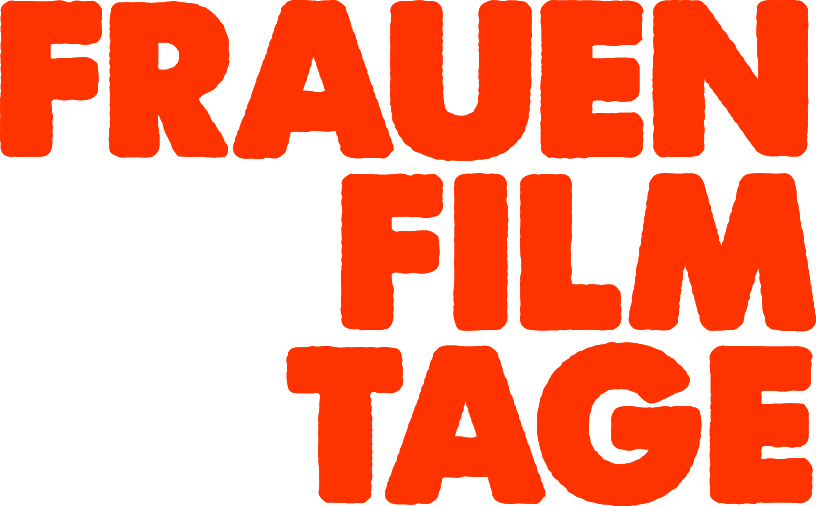
Logo of the FrauenFilmTage

Die FrauenFilmTage sind ein österreichisches Frauenfilmfestival, gegründet 2004 in Wien, das jährlich um den Internationalen Frauentag am 8. März stattfindet. Gezeigt werden internationale Neuproduktionen aus rund 20 Ländern mit dem Schwerpunkt Dokumentar- und Spielfilme. Der thematische Schwerpunkt liegt auf gesellschafts- und frauenpolitischen Themen sowie auf Frauen als Filmschaffende. Die Filme werden begleitet mit Publikumsgesprächen nach den Vorführungen.

## Geschichte

### Die ersten Jahre
- 2004 wurden die FrauenFilmTage in Wien gegründet und im De France-Kino ins Leben gerufen. Die FrauenFilmTage dauerten 2004 nur einen Tag, zeigten aber schon acht internationale Spiel- und Dokumentarfilme, unter anderem aus Afghanistan, Guatemala und dem Iran.
- 2005 wechselten die FrauenFilmTage in das Filmcasino und eröffneten dort mit „Yasmin“ von Kenny Glenaan, der 2004 den Preis der Ökumenischen Jury auf dem Filmfestival in Locarno erhalten hatte[1]. Das internationale Programm wurde ergänzt mit den österreichischen Filmen „Sonnenflecken“ von Barbara Albert, „Cappy Leit“ von Marie Kreutzer, „Game over“ von Elke Mayr und Harald Holba sowie „Borinboresi“ von Gertraud Schwarz.
- 2006 war der Höhepunkt der FrauenFilmTage der Eröffnungsfilm „Grbavica“, der kurz vor Festivalbeginn mit dem Goldenen Bären auf der Berlinale 2006 ausgezeichnet worden war[2]. Regisseurin Jasmila Žbanić war zur Eröffnung ebenso anwesend wie Hauptdarstellerin Mirjana Karanović und Produzentin Barbara Albert von Coop99. Weitere Filme im Programm waren „Yes“ von Sally Potter, „Sisters in Law“ von Kim Longinotto, „Fremde Haut“ von Angelina Maccarone und „Waiting for the Clouds“ von Yeşim Ustaoğlu.
- 2007 starteten die FrauenFilmTage mit „Das Fräulein“ von Andrea Štaka, der auf dem Filmfestival in Locarno den Goldenen Leoparden[3] und auf dem Filmfest in Sarajevo den Preis für den besten Film und die beste Darstellerin (Mirjana Karanović) erhalten hatte[4]. Weitere Höhepunkte des Programms waren „La bestia nel cuore“ von Cristina Comencini, „Princesas“ von Fernando León de Aranoa, „Verfolgt“ von Angelina Maccarone und „Kurz davor ist es passiert“ von Anja Salomonowitz.
- 2008 eröffneten die FrauenFilmTage im Burg Kino und spielten erstmals sowohl im Burg Kino als auch im Topkino. Eröffnet wurde mit „Caramel“ von Nadine Labaki, der auf dem Filmfestival in San Sebastian den Publikumspreis gewonnen hatte[5]. Weitere Highlights der FrauenFilmTage waren „2 Mädchen aus Istanbul“ von Kutluğ Ataman, „Annie Leibovitz: Life Through a Lens“ von Barbara Leibovitz, „It’s a Free World“ von Ken Loach, „Madonnen“ von Maria Speth und „Rule of Law – Justice in Kosovo“ von Susanne Brandstätter.
- 2009 starteten die FrauenFilmTage im Haydn Kino und spielten erstmals im Filmhaus Kino am Spittelberg. Erneuert wurde neben dem Design auch das Programmheft, das seither eine handliche Pocketgröße hat. Eröffnet wurde mit „Mataharis“ von Icíar Bollaín. Weitere Highlights waren „Die Widerständigen – Zeugen der Weißen Rose“ von Katrin Seybold, „Enfin Veuve/Endlich Witwe“ von Isabelle Mergault und „Enemies of Happiness“ von Eva Mulvad, der u. a. den World Cinema Jury Prize auf dem Sundance Filmfestival 2007 erhalten hatte.

### Die neuen Features
- 2010 wurde das Programm der FrauenFilmTage um die Personale zu einer österreichischen Filmschaffenden erweitert. Im Mittelpunkt der ersten Personale stand Regisseurin Karin Berger. Festivalkinos waren das Filmcasino (Eröffnung) und das Filmhaus Kino am Spittelberg. Eröffnet wurde mit dem Spielfilm „Nothing Personal“ von Urszula Antoniak, der auf dem Filmfestival in Locarno 2009 den Preis für die Beste Darstellerin (Lotte Verbeek) und den Preis der Filmkritik FIPRESCI erhalten hatte. Weitere Highlights waren „Im Bazar der Geschlechter“ von Sudabeh Mortezai, „Frozen River“ von Courtney Hunt und „33 Szenen aus dem Leben“ von Małgorzata Szumowska (Filmfestival Locarno 2008: Spezialpreis der Jury[6]).
- 2011 eröffneten die FrauenFilmTage mit „Chicas“ von Yasmina Reza. Als Eröffnungsgästin kam Emmy Werner, ehemalige Direktorin des Wiener Volkstheaters, in das Filmcasino. Im Mittelpunkt der Personale stand die früh verstorbene Regisseurin Karin Brandauer. Die Filme des Programms wurde von Publikumsgesprächen mit Weggefährten der Regisseurin begleitet: Heide Kouba, Klaus Maria Brandauer, Christian Berger, Marika Green und Erich Hackl.
- 2012 wurde erstmals der Ehrenpreis der FrauenFilmTage verliehen. Geehrt werden damit Frauen, die sich seit Jahren als Filmvermittlerinnen, Mentorinnen oder Pionierinnen besonders für das weibliche Filmschaffen in Österreich einsetzen. Gestaltet wurde die Ehrenpreisstatue von Vivien Schneider-Siemssen und gesponsert von in Alexia Stuefer. Der erste Ehrenpreis wurde verliehen an Maria-Anna Kollmann, Geschäftsführerin des Dachverbandes der Österreichischen Filmschaffenden. Im Mittelpunkt der Personale stand 2012 Editorin Karina Ressler und ihr Werk als Filmschnittmeisterin. Karina Ressler wurde 2011 mit dem Österreichischen Filmpreis für den besten Schnitt für „Lourdes“[7] und 2015 für „Amour Fou“[8] ausgezeichnet.
Weitere Höhepunkte waren „The Look – Charlotte Rampling“ von Angelina Maccarone, „Liebesgrüße aus den Kolonien“ von Nathalie Borges, „Where Do We Go Now“ von Nadine Labaki (Publikumspreis auf dem Filmfestival Toronto 2011[9]) und „We Need to Talk About Kevin“ von Lynne Ramsay.

### Das Jubiläum
- 2013 feierten die FrauenFilmTage ihr 10-jähriges Jubiläum. Aus diesem Anlass luden die FrauenFilmTage die Burgschauspielerin Caroline Peters als Kuratorin ein. Unter dem Motto „Female Desire“ kuratierte Caroline Peters ein abwechslungsreiches Filmprogramm zum weiblichen Begehren mit „Ekstase“ von Gustav Machatý, „Mademoiselle“ von Tony Richardson, „X Love Scenes“ von Constance Ruhm, „Sex is Comedy“ von Catherine Breillat, „UmdeinLeben“ von Gesine Danckwart und „Prinzessin“ von Birgit Grosskopf. Der Ehrenpreis wurde Andrea Braidt, Vizerektorin der Akademie der bildenden Künste Wien, Film- und Medienwissenschaftlerin mit Schwerpunkt feministische Filmtheorie, verliehen. Die Personale widmeten die FrauenFilmTage der Sounddesignerin Veronika Hlawatsch, die mehrmals mit dem Österreichischen Filmpreis für die beste Tongestaltung ausgezeichnet wurde: 2011 gemeinsam mit Marc Parisotto und Bernhard Maisch für den Film „Der Räuber“, 2012 gemeinsam mit Klaus Kellermann und Bernhard Maisch für „Michael“ und 2016 mit William Edouard Franck und Bernhard Maisch für die beste Tongestaltung für „Jack“.

### Der weitere Erfolg
- 2014 standen die FrauenFilmTage im Zeichen von Pionierinnen, Abenteuerinnen und mutigen Frauen. Den Ehrenpreis der FrauenFilmTage 2014 erhielt die Leiterin des Programmkinos Wels Johanna Meyer für ihre engagierte Programmgestaltung. Anlässlich des 100. Todestages von Pazifistin, Friedensforscherin und Schriftstellerin Bertha von Suttner zeigten die FrauenFilmTage den Stummfilm „Die Waffen nieder“ von Holger Madsen aus 1915, musikalisch begleitet von der Akkordeonistin Maria Düchler und eingeführt von Madeleine Bernstorff. Die Personale widmeten die FrauenFilmTage 2014 der Regisseurin, Drehbuchautorin und Moderatorin Elisabeth Scharang, die für ihr Filmschaffen eine Reihe von Preisen erhalten hat, wie 2011 den renommierten Axel-Corti-Fernsehpreis[10].
- 2015 eröffneten die FrauenFilmTage mit Cure – Das Leben einer Anderen von Andrea Štaka. Programmschwerpunkt waren Filme zu kämpferischen Frauen und Aktivistinnen. Im Mittelpunkt der Personale stand die Production-Designerin Katharina Wöppermann und das Thema Szenenbild. Katharina Wöppermann wurde 2011 für das beste Szenenbild für Women Without Men mit dem Österreichischen Filmpreis ausgezeichnet[11] sowie 2018 für Licht.[12] Besonderes Special waren Kurzfilme zum Thema Humor und eine Diskussion im Anschluss zum Thema „Humorvoller, gesellschaftspolitischer Film“. Zu diesem Thema diskutierten Andrea Braidt, Vize-Rektorin der Akademie der bildenden Künste Wien, Künstlerin SiSi Klocker, Regisseurin Kurdwin Ayub und Regisseurin Johanna Moder. Den Ehrenpreis der FrauenFilmTage erhielt die ehemalige Direktorin der Diagonale – das Festival des österreichischen Films Barbara Pichler für ihre engagierte Programmgestaltung und ihre Initiative „Diagonale goes green“ (Nachhaltigkeit im Festivalbetrieb).
- 2016 starteten die FrauenFilmTage mit „Kaum öffne ich die Augen“ von Leyla Bouzid. Der Ehrenpreis der FrauenFilmTage ging an die Initiatorinnen und Aktivistinnen der Plattform „For a Thousand Lives: Be Human“, einer Initiative für eine menschliche Asylpolitik, die von vielen Filmschaffenden mitgetragen wurde: Produzentin Ursula Wolschlager, Regisseurin Nathalie Borgers, Anne Laurent-Delage (International Relations Austrian Films) und Produzentin Fabienne Servan-Schreiber. Die Personale wurde der Kamerafrau Eva Testor und ihrem Werk gewidmet.
Neu eingeführt wurde ein Wettbewerb für Studierende der Akademie der bildenden Künste Wien in Kooperation mit der Verwertungsgesellschaft der Filmschaffenden (VdFS), die auch das Preisgeld stiftete. Das Thema war „Genderkonstruktion in kurzen Formaten“.
Drei Sonderveranstaltungen erweiterten das Programm: eine Diskussion mit internationalen Filmschaffenden zur aktuellen Situation von Frauen in der Filmbranche „Frauen machen Filme“ im Polnischen Institut in Wien, eine Diskussion zum Thema „Alltags:Handlungen von Sexismen, Sexueller Gewalt und Gegenstrategien“ in Kooperation mit der Universität Wien, Gleichstellung & Diversität sowie in Kooperation mit dem Europäischen Parlament in Österreich und der Europäischen Kommission in Österreich im Haus der Europäischen Union eine Diskussion zu „Frauen & Flucht“ mit dem Dokumentarfilm „Not Who We Are“ von Carol Mansour.
- 2017 wechselten die FrauenFilmTage in das Metro Kinokulturhaus, die Eröffnung erfolgte im Filmcasino mit „Der Wassereffekt“ der isländischen Regisseurin Sólveig Anspach. Den Ehrenpreis erhielt Elisabeth Schneider, Festivalleiterin des Filmfests Radstadt für ihre engagierte Programmgestaltung. Die Personale wurde der Kostümbildnerin Monika Buttinger gewidmet.
Das Programm der FrauenFilmTage wurde 2017 erweitert um die Ehrung einer internationalen Regisseurin. Zu Gast in Wien war die spanische Regisseurin und mehrmalige Preisträgerin des spanischen Filmpreises „Goya“ Isabel Croixet, der das erste Tribute gewidmet war. Ehrengästin war die deutsche Regisseurin und Autorin Helke Sander anlässlich ihres 80. Geburtstags.
- 2018 starteten die FrauenFilmTage mit einem neuen Layout und einem neuen Festivalkino: das Stadtkino im Künstlerhaus wurde Hauptspielstätte. Schwerpunkt der Filmauswahl waren Spiel- und Dokumentarfilme von Regisseurinnen aus Lateinamerika. Den Ehrenpreis der FrauenFilmTage erhielten Gertraud Eiter und Gerlinde Schwarz für ihre Filmreihe kinovi[sie]on in Innsbruck. Die Personale widmeten die FrauenFilmTage der Casterin Lisa Oláh und ihrer Arbeit. Ehrengästin war die deutsche Filmemacherin Ula Stöckl zum 80. Geburtstag. Erweitert wurde das Programm der FrauenFilmTage um ein Symposium mit dem Thema „Filmkritik aus feministischer Sicht“ und einem Special in der Galerie Das Weisse Haus mit dem Film „Timeswings/The Art of Hanne Darboven“ von Rasmus Gerlach.
- 2019 starteten die FrauenFilmTage im Filmcasino mit der Österreichpremiere von „The Third Wife“ von Ash Mayfair. Den Ehrenpreis der FrauenFilmTage 2019 erhielten die Regisseurinnen Anja Salomonowitz und Mirjam Unger als Initiatorinnen gemeinsam mit Wiktoria Pelzer (Stadtkino Wien) für die politische Filmreihe „Widerstandskino“. Die Personale widmeten die FrauenFilmTage dem Thema Licht im Film und der Oberbeleuchterin Kimber Lee Jerrett. Das Tribute der FrauenFilmTage war in diesem Jahr der deutschen Regisseurin Margarethe von Trotta gewidmet. Das Symposium widmete sich 2019 dem aktuellen Thema „Political Correctness im Film“. Rednerinnen waren Sabine Perthold, Produzentin Ursula Wolschlager und Regisseurin und Künstlerin Mara Mattuschka.

## Sektionen

### Personale
Im Rahmen der FrauenFilmTage wird seit 2010 eine erfolgreiche österreichische Filmemacherin mit Arbeiten aus ihrem Œuvre vorgestellt.
| Jahr | Filmemacherin             | Sparte            |
| 2010 | Karin Berger              | Regie             |
| 2011 | Karin Brandauer (posthum) | Regie             |
| 2012 | Karina Ressler            | Filmschnitt       |
| 2013 | Veronika Hlawatsch        | Sounddesign       |
| 2014 | Elisabeth Scharang        | Regie             |
| 2015 | Katharina Wöppermann      | Production Design |
| 2016 | Eva Testor                | Kamera            |
| 2017 | Monika Buttinger          | Kostümbild        |
| 2018 | Lisa Oláh                 | Casting           |
| 2019 | Kimber Lee Jerrett        | Licht             |

### Ehrenpreis
Seit 2012 wird bei der Eröffnung der FrauenFilmTage ein Ehrenpreis in Kooperation mit dem Netzwerk Frauen-Arbeit-Film an Frauen vergeben, die sich im Hintergrund für das Filmschaffen von Frauen einsetzen und mit diesem Preis für ihren Einsatz geehrt werden. Der Ehrenpreis stellt eine stilisierte Frau dar.
| Jahr | Geehrte | Funktion                                                                       |
| 2012 | Maria-Anna Kollmann | Geschäftsführerin des Dachverbandes der Österreichischen Filmschaffenden       |
| 2013 | Andrea Braidt | Vizedirektorin der Akademie der bildenden Künste Wien                          |
| 2014 | Hanna Meyer-Votzi (verst.) | Leiterin des Programmkinos in Wels                                             |
| 2015 | Barbara Pichler | Ehemalige Leiterin der Diagonale – Festival des Österreichischen Films         |
| 2016 | Ursula Wolschlager (Produzentin) Nathalie Borgers (Regisseurin) Anne Laurent-Delage (International Relations Austrian Films) Fabienne Servan-Schreiber (Produzentin) | Initiatorinnen und Aktivistinnen der Plattform „For a Thousand Lives Be Human“ |
| 2017 | Elisabeth Schneider | Festivalleiterin des Filmfests Radstadt                                        |
| 2018 | Gertraud Eiter und Gerlinde Schwarz | Leiterinnen der Frauenfilmreihe kinovi[sie]on in Innsbruck                     |
| 2019 | Anja Salomonowitz und Mirjam Unger | Politische Filmreihe „Widerstandskino“                                         |

### Wettbewerb der Akademie der bildenden Künste Wien
Seit 2016 küren die FrauenFilmTage und die Akademie der bildenden Künste Wien die Gewinner des Kurzfilmwettbewerbs zum Thema „Genderkonstruktion in kurzen Formaten“. Das Programm zeigt die Auseinandersetzung mit filmischen Ausdrucksformen und umfasst Videoarbeiten von Erstsemestrigen bis zu Absolventen.
Das Preisgeld von 1.000 Euro stiftet die Verwertungsgesellschaft der österreichischen Filmschaffenden (VdFS).
| Jahr | Gewinnerinnen                                       | Filmtitel          |
| 2016 | Suzie Léger und Katarina Csányiová                  | „Apropos of Logic“ |
| 2017 | Pille-Riin Jaik                                     | „Tangled“          |
| 2018 | Miae Son                                            | „Tête-à-Tête“      |
| 2019 | Verena Melgarejo Weinandt und Maria Eugenia Pereyra | „Trenzación“       |

### Tributes und Special Guests
Das Tribute für eine internationale Filmschaffende bildet seit 2017 eine der Programmschienen im Rahmen der FrauenFilmTage. Zu besonderen Anlässen gibt es auch Special Guests.
| Jahr | Filmschaffende                                            | Art           |
| 2017 | Isabel Croixet (Regisseurin)                              | Tribute       |
|      | Helke Sander (Regisseurin und Autorin) zum 80. Geburtstag | Special Guest |
| 2018 | Ula Stöckl (Regisseurin) zum 80. Geburtstag               | Tribute       |
| 2019 | Margarethe von Trotta (Regisseurin)                       | Tribute       |

## Kooperationen
Regelmäßig kooperieren die FrauenFilmTage mit Kinos und Frauenbüros in den österreichischen Bundesländern, wie zum Beispiel dem Programmkino Wels, dem Cinema Paradiso St. Pölten und dem Frauenbüro St. Pölten, dem Cinema Paradiso Baden, kinovi[sie]on in Innsbruck, sowie dem Filmfest Frauenwelten in Tübingen, aber auch mit anderen Institutionen, wie dem Polnischen Institut Wien.
Seit 2015 gibt es zusätzliche Kooperationen.
| Jahr | Ort                         | Thema                                                                       |
| 2015 | Haus der Europäischen Union | neue Arbeitswelten                                                          |
| 2016 | Haus der Europäischen Union | Frauen & Flucht                                                             |
|      | Aula der Universität Wien   | Alltags:Handlungen – Von Sexismen, sexueller Gewalt und Gegenstrategien     |
|      | Polnisches Institut Wien    | Frauen machen Filme                                                         |
| 2017 | libreria utopia             | Lesung: Die Entstehung der Geschlechterhierarchie (Essays von Helke Sander) |
| 2018 | Café Museum                 | Symposium: Filmkritik aus feministischer Sicht                              |
|      | Galerie Das weisse Haus     | Timeswings – The Art of Hanne Darboven                                      |
| 2019 | DEPOT                       | Haltung oder Dogma – Political Correctness im Film                          |

## Fördergeber
Langjährige Fördergeber sind das Österreichische Filminstitut, Stadt Wien Kultur, Verwertungsgesellschaft der österreichischen Filmschaffenden (VdFS), Verwertungsgesellschaft für audiovisuelle Medien (VAM), Film & Music Austria (F&MA), WKO und Bundesministerium für Gesundheit und Frauen.